# Storladi
Gli Storladi (talvolta anche Storlato o Stornado) furono una famiglia patrizia veneziana, annoverata fra le cosiddette Case Nuove.

## Storia
Come per tutte le famiglie della Venezia più antica, le informazioni riguardanti questo casato sono poche e assai imprecise.
Secondo la tradizione, gli Storladi sarebbero stati di origine fiamminga. Trasferitisi in laguna in epoca molto antica, diedero antichi tribuni. Alcune fonti attestano che essi vennero esclusi dal Maggior Consiglio alla serrata del 1297, per poi esserne riammessi nel 1381 a seguito della guerra di Chioggia contro Genova. Moderne ricerche, invece, li attestano presenti in Maggior Consiglio con continuità anche dopo il 1297, con un ramo secondario aggregato nel 1381.
Tra i personaggi celebri di questo casato è degno di menzione Giovanni Storladi, governatore veneziano di Candia, che negli anni Trenta del secolo XIII fronteggiò una rivolta della popolazione greca dell'isola, sostenuta dall'Imperatore di Nicea Giovanni III.
La famiglia si sarebbe estinta nel 1478 alla morte di Andrea Storladi, Procuratore di San Marco, ma più recenti studi pongono l'anno d'estinzione al 1458.
Qualche fonte antica riporta una seconda famiglia cognomizzante Storladi: questa, invece, sarebbe stata originaria di Treviso, ma priva di ulteriori informazioni. Essi avrebbero dato alla Repubblica vari uomini illustri, tra i quali tre Procuratori di San Marco, e si sarebbero estinti nel 1468. Al giorno d'oggi, tuttavia, si ritiene che in seno al Maggior Consiglio vi fosse un'unica famiglia Storladi.

## Membri illustri
- Giovanni Storladi (fl. 1230/1233), comandante e politico veneziano.